# Kaliumpolyaspartat
Kaliumpolyaspartat ist ein Lebensmittelzusatzstoff, der in der Europäischen Union als E 456 zugelassen ist. Er wird bei der Weinherstellung verwendet.

## Eigenschaften
Das Kaliumpolyaspartat ist das Kaliumsalz der Polyasparaginsäure. Es handelt sich hierbei um ein hellbraunes geruchloses Pulver, das mithilfe von Kaliumhydroxid und L-Asparaginsäure synthetisiert werden kann und sehr leicht in Wasser löslich ist. Die CAS-Nummer dieses Lebensmittelzusatzstoffs lautet 64723-18-8.

## Verwendung
Dieser Zusatzstoff dient als Stabilisator in Wein. Er soll die Ausfällung von Tartratkristallen verhindern und dadurch die Lagerfähigkeit und Stabilität verbessern. Besonders am Kaliumpolyphosphat ist, dass es auch für rote Weine eingesetzt werden kann, da es die Farbe nicht beeinträchtigt.

## Rechtliche Situation
In der Europäischen Union sind die Lebensmittelzusatzstoffe gemäß des Anhangs II der Verordnung (EG) Nr. 1333/2008 (Stand August 2021) sowie in der Schweiz, gemäß der Zusatzstoffverordnung (ZuV) (Stand: Juli 2020) aufgelistet. Das Kaliumpolyaspartat ist weiterhin als Lebensmittelzusatzstoff zugelassen. Es besteht eine Höchstmengenbeschränkung von 300 Milligramm Kaliumpolyaspartat pro Liter Wein.

## Gesundheitliche Risiken
Das Kaliumpolyaspartat wurde als gesundheitlich unbedenklich eingestuft.